# Самуэльсон, Гар
Гари Чарльз "Гар" Самуэльсон (англ. Gary Charles "Gar" Samuelson; 18 февраля 1958 — 14 июля 1999) — американский барабанщик, член треш-метал-группы Megadeth в 1984—1987 годах.

## Биография
Мало что известно о музыканте до его вступления в Megadeth, кроме того, что он совместно с Крисом Поландом играл в джаз/фьюжн группе New Yorkers.
После знакомства с Дэйвом Мастейном Гар и Крис присоединяются к группе и Megadeth получает первый стабильный состав. Самуэльсон записывает с группой альбомы Killing Is My Business... and Business Is Good! и Peace Sells... but Who's Buying?, но, в конечном счете, выгоняется за своё пристрастие к наркотикам и в первую очередь — к героину.
Хоть ударник и пробыл в Megadeth совсем немного времени, его уход переживался болезненно. Он имел определенное влияние на Мастейна. В частности, он предлагал ему сокращать длительность песен.
Он, наряду со своим братом Стю, а также Билли Бремом, Тревсом Кархером и Энди Фриманом, организовал в группу Fatal Opera, которая выпустила «альбом-самиздат» в 1995 году и полноценный альбом Eleventh Hour в 1997-м.

## Смерть
Гар Самуэльсон умер 14 июля 1999 года в возрасте 41 года в Ориндж-Сити, Флорида от цирроза печени. Его тело кремировали, а прах был развеян над Атлантическим океаном.

## Дискография
В составе Megadeth
- Killing Is My Business… and Business Is Good! (1985)
- Peace Sells… but Who’s Buying? (1986)
- Arsenal of Megadeth (2006; посмертно)